# Дебени, Мари-Эжен
Мари-Эжен Дебени (фр. Marie-Eugène Debeney) (1864 — 1943) — французский военный деятель, генерал (1916), профессор (1911).

## Биография
Военное образование получил в Сен-Сирской военной школе (1886) и Академии генерального штаба (1909). Служил в егерских частях. С 1911 профессор тактики в Академии генерального штаба. Участник Первой мировой войны, командовал 57-й и 25-й пехотными дивизиями, во главе которых отличился в битве при Вердене. С 1916 командир XXXVIII, а затем XXXII армейского корпуса. С 19 декабря 1916 до 4 мая 1917 командовал 7-й армией в Эльзасе, затем состоял начальником штаба главнокомандующего на севере и северо-востоке. С 21 декабря 1917 командующий 1-й армией. Во время Весеннего наступления кайзеровской армии, в битве на Сомме его армия понесла тяжёлое поражение. В конце 1918 назначен членом Высшего военного совета. С 1919 по 1924 являлся начальником Академии генерального штаба французской армии. Затем до 1930 начальник генерального штаба, руководил реорганизацией французской армии. Автор мемуаров «Война и человек» (1937).